# Atletica leggera ai Giochi della XXXII Olimpiade - Staffetta 4×400 metri maschile

Video ufficiale della Finale

La staffetta 4×400 metri maschile dei Giochi della XXXII Olimpiade si è svolta il 6 e 7 agosto 2021 presso lo Stadio nazionale di Tokyo.

## Presenze ed assenze dei campioni in carica
| Competizione            | Atleta            | Prestazione | Tokyo 2020 |
| ----------------------- | ----------------- | ----------- | ---------- |
| Olimpiadi 2016          | Stati Uniti       | 2'57”30     | Presenti   |
| Commonwealth 2018       | Botswana          | 3'01”78     | Presente   |
| Europei 2018            | Belgio            | 2'59"47     | Presente   |
| Asiatici 2018           | Arabia Saudita    | 3'05”31     | Non qual.  |
| Panamericani 2019       | Bahamas           | 3'01”94     | Non qual.  |
| Africani 2019           | Botswana          | 3'02”55     | Presente   |
| Mondiali staffette 2019 | Trinidad e Tobago | 3'00”81     | Presenti   |
| Mondiali 2019           | Stati Uniti       | 2'56”69     | Presenti   |

## La gara
Nella prima batteria, vinta dagli USA utilizzando tre riserve, il Botswana stabilisce il record africano con 2’58”33. Vengono battuti anche due primati nazionali: quelli dell’Italia (2’58”91) e dei Paesi Bassi (2’59”06).
Nella seconda frazione India e Giappone stabiliscono entrambe il nuovo primato nazionale, ma non basta a garantire loro l’accesso alla finale.
In finale gli Stati Uniti conducono la gara dal secondo giro. Il Botswana rimane secondo fino a tre metri dal traguardo, quando il quarto frazionista olandese Ramsey Angela rimonta Bayapo Ndori e si getta meglio sul traguardo. 
Ben quattro primati nazionali sono stati migliorati: Paesi Bassi, Botswana, Belgio ed Italia.

Sono stati stabiliti i tempi migliori di sempre per le squadre classificate dal terzo all'ottavo posto. 
Il tempo dei vincitori, 2'55”70 è il quarto migliore di sempre ed è il migliore in assoluto dal 2008. Tutti i quattro frazionisti statunitensi hanno fornito una superba prestazione: Michael Cherry 44”26; Michael Norman 44”03; Bryce Deadmon 44”01; Rai Benjamin 43”40. Benjamin il 3 agosto ha vinto l'argento sui 400 hs.

Per gli olandesi il migliore è stato Terrence Agard (seconda frazione) con 43”76. Altra eccellente frazione è stata quella del polacco Karol Zalewski, cronometrato in 43”68.

## Risultati

### Batterie
Venerdì, 6 agosto 2021 ore 19:50.

Regola di qualificazione: le prime tre nazionali di ogni batteria (Q) e i due migliori tempi degli esclusi (q) accedono alla finale.

#### Gruppo 1
| Class | Corsia | Nazione           | Atleti                                                             | Reazione | Tempo   | Note                                     |
| ----- | ------ | ----------------- | ------------------------------------------------------------------ | -------- | ------- | ---------------------------------------- |
| 1     | 7      | Stati Uniti       | Trevor Stewart, Randolph Ross, Bryce Deadmon, Vernon Norwood       | 0"180    | 2'57"77 | Q                                        |
| 2     | 9      | Botswana          | Isaac Makwala, Baboloki Thebe, Zibane Ngozi, Bayapo Ndori          | 0"200    | 2'58"33 | Q                                        |
| 3     | 3      | Trinidad e Tobago | Deon Lendore, Jereem Richards, Machel Cedenio, Dwight St. Hillaire | 0"193    | 2'58"60 | Q                                        |
| 4     | 4      | Italia            | Alessandro Sibilio, Vladimir Aceti, Edoardo Scotti, Davide Re      | 0"144    | 2'58"91 | q                                        |
| 5     | 2      | Paesi Bassi       | Jochem Dobber, Terrence Agard, Tony van Diepen, Ramsey Angela      | 0"178    | 2'59"06 | q                                        |
| 6     | 5      | Gran Bretagna     | Cameron Chalmers, Joe Brier, Lee Thompson, Michael Ohioze          | 0"245    | 3'03"29 | Miglior prestazione personale stagionale |
| 7     | 6      | Rep. Ceca         | Patrik Šorm, Pavel Maslák, Michal Desenský, Vít Müller             | 0"169    | 3'03"61 |                                          |
| 8     | 8      | Germania          | Marvin Schlegel, Luke Campbell, Jean Paul Bredau, Manuel Sanders   | 0"197    | 3'03"62 |                                          |

#### Gruppo 2
| Class | Corsia | Nazione   | Atleti                                                                 | Reazione | Tempo   | Note                                     |
| ----- | ------ | --------- | ---------------------------------------------------------------------- | -------- | ------- | ---------------------------------------- |
| 1     | 8      | Polonia   | Dariusz Kowaluk, Karol Zalewski, Jakub Krzewina, Kajetan Duszyński     | 0"160    | 2'58"55 | Q                                        |
| 2     | 4      | Giamaica  | Demish Gaye, Jaheel Hyde, Karayme Bartley, Nathon Allen                | 0"188    | 2'59"29 | Q                                        |
| 3     | 6      | Belgio    | Alexander Doom, Jonathan Sacoor, Dylan Borlée, Jonathan Borlée         | 0"148    | 2'59"37 | Q                                        |
| 4     | 2      | India     | Mohammad Anas, Noah Nirmal Tom, Amoj Jacob, Arokia Rajiv               | 0"138    | 3'00"25 |                                          |
| 5     | 7      | Giappone  | Rikuya Itō, Kaito Kawabata, Kentarō Satō, Aoto Suzuki                  | 0"143    | 3'00"76 |                                          |
| 6     | 5      | Francia   | Thomas Jordier, Muhammad Abdallah Kounta, Ludovic Ouceni, Gilles Biron | 0"166    | 3'00"81 | Miglior prestazione personale            |
| 7     | 9      | Sudafrica | Lythe Pillay, Zakithi Nene, Ranti Dikgale, Thapelo Phora               | 0"151    | 3'01"18 | Miglior prestazione personale stagionale |
| 8     | 3      | Colombia  | Jhon Alejandro Perlaza, Diego Palomeque, Raúl Mena Pedroza, Jhon Solís | 0"164    | 3'03"20 | Miglior prestazione personale stagionale |

### Finale
Sabato, 7 agosto 2021 ore 21:50.

| Class   | Corsia | Nazione           | Atleti                                                                 | Reazione | Tempo   | Note                                     |
| ------- | ------ | ----------------- | ---------------------------------------------------------------------- | -------- | ------- | ---------------------------------------- |
| Oro     | 4      | Stati Uniti       | Michael Cherry, Michael Norman, Bryce Deadmon, Rai Benjamin            | 0"185    | 2'55"70 | Miglior prestazione personale stagionale |
| Argento | 2      | Paesi Bassi       | Liemarvin Bonevacia, Terrence Agard, Tony van Diepen, Ramsey Angela    | 0"176    | 2'57"18 |                                          |
| Bronzo  | 7      | Botswana          | Isaac Makwala, Baboloki Thebe, Zibane Ngozi, Bayapo Ndori              | 0"212    | 2'57"27 |                                          |
| 4       | 9      | Belgio            | Alexander Doom, Jonathan Sacoor, Dylan Borlée, Kévin Borlée            | 0"149    | 2'57"88 |                                          |
| 5       | 6      | Polonia           | Dariusz Kowaluk, Karol Zalewski, Mateusz Rzeźniczak, Kajetan Duszyński | 0"157    | 2'58"46 | Miglior prestazione personale stagionale |
| 6       | 5      | Giamaica          | Demish Gaye, Christopher Taylor, Jaheel Hyde, Nathon Allen             | 0"195    | 2'58"76 | Miglior prestazione personale stagionale |
| 7       | 3      | Italia            | Davide Re, Vladimir Aceti, Edoardo Scotti, Alessandro Sibilio          | 0"161    | 2'58"81 |                                          |
| 8       | 8      | Trinidad e Tobago | Deon Lendore, Jereem Richards, Dwight St. Hillaire, Machel Cedenio     | 0"179    | 3'00"85 |                                          |